# 8. Armee (Wehrmacht)
La 8ª Armata della Wehrmacht (in tedesco: 8. Armee) fu un'armata dell'Esercito tedesco che venne creata nel 1938 e venne sciolta e ristabilita più volte. Venne impiegata durante l'Anschluss, l'occupazione tedesca della Cecoslovacchia e la campagna di Polonia, dopo la quale fu sciolta. Venne ristabilita nel 1943 ed impiegata sul fronte orientale, dove fu catturata nel maggio 1945.

## Storia

### Anschluss e occupazione della Cecoslovacchia
L'armata fu costituita più volte prima dello scoppio della Seconda Guerra Mondiale. La prima formazione avvenne l'11 marzo 1938 per l'attuazione militare dell'annessione dell'Austria ed il suo obiettivo era occupare l'Alta Austria e la Bassa Austria, in particolare Vienna; il primo compito era conquistare rapidamente la linea di Traun ed i valichi dell'Inn e dello Salzach. L'invasione non incontrò resistenza da parte dell'esercito austriaco, infatti le unità dell'armata occuparono Linz, Melk, Graz, Salisburgo e Vienna; dopo la conclusione dell'operazione la sua mobilitazione fu annullata. In seguito alla crisi dei Sudeti nel settembre 1938, fu nuovamente mobilitata ed impiegata nell'occupazione tedesca della Cecoslovacchia; il compito dell'armata era quello di avanzare dalla zona di Landshut in direzione di Zwittau, Nachod e Eisenstadt. Dopo la conferenza di Monaco iniziò l'invasione che ebbe luogo tra il marzo ed il maggio 1939 senza alcuna resistenza ceca. Le varie unità dell'armata avanzarono su Iglau, Pribram, Praga, l'Elba, la Moldava, Trautenau, Glatz e Königgrätz.

### Campagna di Polonia
L'armata fu ricostituita il 1º agosto 1939 a Dresda, fu assegnata all'Heeresgruppe Süd e prese parte alla campagna di Polonia, avanzando dalla Bassa Slesia verso Lodz e fornendo protezione sul fianco della 10. Armee, che avanzava verso Varsavia. L'armata riuscì a circondare due armate polacche vicino a Kutno e Bzura, tuttavia fu seriamente minacciata dalle forze polacche e dopo che riuscì a stabilizzare la situazione accerchiò le truppe polacche, insieme alla 4. Armee e la 10. Armee; i polacchi si arresero il 19 settembre, dopo aver subito gravi perdite. Successivamente, l'armata fu trasferita intorno a Varsavia, che accerchiò fino al 27 settembre. Dopo la conclusione della campagna l'armata fu trasferita a ovest e sciolta il 20 ottobre 1939.

### Fronte orientale
L'armata fu ricostituita dalla ridenominazione dell'Armeeabteilung Kempf, il 22 agosto 1943. L'8. Armee era ora subordinata all'Heeresgruppe Süd, in Ucraina e combatté in pesanti battaglie difensive a ovest di Kharkov. Alla fine di settembre si ritirò sul Dnepr, dove si svolgevano pesanti combattimenti difensivi ed alla fine di marzo 1944, fu respinta a sinistra del Prut; a destra, mantenendo con la 6. Armee un fronte tra il Dnestr ed il Bug, sulla linea tra Balta e Nikolayev. All'inizio di aprile anche questo fronte crollò e Odessa dovette essere evacuata il 10 aprile. Da questo momento lo stato maggiore della divisione era noto anche come Armeegruppe Wöhler, fino al dicembre 1944. Il 20 agosto 1944 iniziò l'offensiva Iași-Kišinëv, da parte dell'Armata Rossa, che colpì il settore dell'8. Armee vicino a Iasi, dove l'armata subì gravi perdite; i suoi resti si ritirarono nei Carpazi orientali. Successivamente fu coinvolta in pesanti battaglie difensive in Ungheria orientale e nei Carpazi fino alla fine di ottobre e nell'Alta Ungheria, tra il Tibisco ed il Gran fino alla fine del 1944, quando fu gradualmente respinta in Slovacchia. Nell'ultimo mese di guerra si ritirò a nord del Danubio attraverso la Bassa e l'Alta Austria fino alla Moldava vicino a Budweis e durante l'Offensiva di Praga, l'11 maggio 1945, tre giorni dopo la capitolazione della Germania nazista, l'armata si arrese nell'area tra Praga, Gablonz e Pardubice.

## Ordine di battaglia
8. Armee 12 marzo 1938
- VII. Armeekorps
- XIII. Armeekorps
- XVI. Armeekorps
- Heeresdienststelle 10
- 97. Landwehr-Division

8. Armee 1º settembre 1939
- XIII. Armeekorps
- X. Armeekorps
- 30. Infanterie-Division

8. Armee 9 settembre 1943
- XXXXVII. Armeekorps
- III. Panzerkorps
- XI. Armeekorps
- XXXXII. Armeekorps
- LII. Armeekorps

8. Armee 16 gennaio 1944
- XI. Armeekorps
- XXXXVIII. Armeekorps
- LII. Armeekorps
- 444. Sicherungs-Division
- Panzergrenadier-Division GroßDeutschland

8. Armee 15 giugno 1944
- Panzergrenadier-Division GroßDeutschland
- XXXXVII. Panzerkorps
- XXXX. Panzerkorps
- 10. Panzer-Division

8. Armee 1º marzo 1944
- 4. rumänische Armee
- IV. Armeekorps
- IV. rumänisches Korps
- XXXX. Armeekorps
- 18. rumänische Gebirgs-Division

8. Armee 26 novembre 1944
1. ungarische Armee
- IX. ungarisches Korps
- XXIX. Armeekorps
- 9. ungarische Grenz-Jäger-Division

8. Armee 12 aprile 1945
- LXXII. Armeekorps
- IV. Armeekorps
- XXXXIII. Armeekorps[1]

## Comandanti
- Generaloberst Johannes Blaskowitz (11 marzo 1938 - 20 ottobre 1939)[1]

Dopo il ristabilimento nel 1943:
- General der Infanterie Otto Wöhler (22 agosto 1943 - 22 dicembre 1944)
- General der Panzertruppe Ulrich Kleemann (22 dicembre 1944 - 28 dicembre 1944)
- General der Gebirgstruppen Hans Kreysing (28 dicembre 1944 - 11 maggio 1945)[1]